# Akant natalski
Akant natalski (Acanthistius sebastoides) – gatunek ryby okoniokształtnej z rodziny strzępielowatych z podrodziny Anthiinae.

## Występowanie
Południowo-wschodni Atlantyk od Namibii po okolice miasta East London w Południowej Afryce.
Żyje przy dnie najczęściej wśród kamieni na głębokości 1–20 (maksymalnie 30) m.

## Cechy morfologiczne
Osiąga 35 cm długości. Wzdłuż linii bocznej 50 – 55 łusek. Na pierwszej parze łuków skrzelowych 8 – 9 wyrostków filtracyjnych. W płetwie grzbietowej 11 – 13 twardych i 15 – 17 miękkich promieni, w płetwie ogonowej 3 twarde i 7 – 8 miękkich promieni. W płetwach piersiowych 19 – 21 miękkich promieni, w płetwach brzusznych 1 twardy i 5 miękkich promieni.
Głowa i ciało pokryte niewielkimi, rozrzuconymi ciemnobrązowymi plamami i mniejszymi pomarańczowymi plamkami. Płetwy ogonowa i odbytowa ciemnoszare, płetwy brzuszne brudnożółte.

## Znacznie
Łowiony przez wędkarzy i rybaków. Mięso bardzo smaczne.